# Cheltenham (Spojené království)
Cheltenham (nebo též Cheltenham Spa, tedy „Lázně Cheltenham“) je velké lázeňské město v hrabství Gloucestershire v Anglii. Podle sčítání lidu v roce 2001 žije ve městě 112 300 obyvatel. Motto Cheltenhamu zní: Salubritas et Eruditio (Zdraví a vzdělání).
Cheltenham leží na okraji pohoří Cotswolds a má pověst úctyhodného a bohatého města. Lázeňským městem je již od roku 1716, kdy zde byly objeveny minerální prameny. Město je známé svou architekturou z období regentství (1811–1820).
Městem protéká říčka Chelt (levý přítok Severnu), která má sklony k pravidelným záplavám. Cheltenham je na dohled severovýchodně od hrabského střediska Gloucesteru, které je jen o něco větší. Na zamezení tendencím k jejich konurbaci a pro zachování příznivého životního prostředí byl mezi nimi zřízen zelený pás (Gloucester and Cheltenham Green Belt).
Město leží na železniční trati Gloucester–Worcester a kolem prochází dálnice M5 z Birminghamu do Bristolu. Západně u Cheltenhamu se nachází letiště Gloucestershire Airport (kód GLO, pro menší letadla), společné s Gloucesterem. 

## Rodáci
- John Nevil Maskelyne (1839–1917), iluzionista a vynálezce
- Edward Wilson (1872–1912), účastník Scottovy výpravy na jižní pól
- Gustav Holst (1874–1934), hudební skladatel
- Sir Frederick Handley Page (1885–1962), letecký konstruktér a podnikatel
- Sir Arthur Harris (1892–1984), velitel bombardovacího letectva RAF
- Sir Ralph Richardson (1902–1983), herec
- Robert Hardy (1925–2017), herec
- Brian Jones (1942–1969), rockový hudebník, zakladatel Rolling Stones
- Richard O'Brien (*1942), umělec, autor The Rocky Horror Show
- Christopher Gunning (1944–2023), hudební skladatel
- Dame Felicity Lott (*1947), operní pěvkyně
- Michael „Würzel“ Burston (1949–2011), kytarista Motörhead
- Jaz Coleman (*1960), frontman kapely Killing Joke
- Eddie Edwards (*1963), skokan na lyžích
- FKA Twigs (*1988), hudebnice
- Josh O'Connor (*1990), herec
- Eric Dier (*1994), fotbalista

## Partnerská města
- Annecy, Francie
- Göttingen, Německo

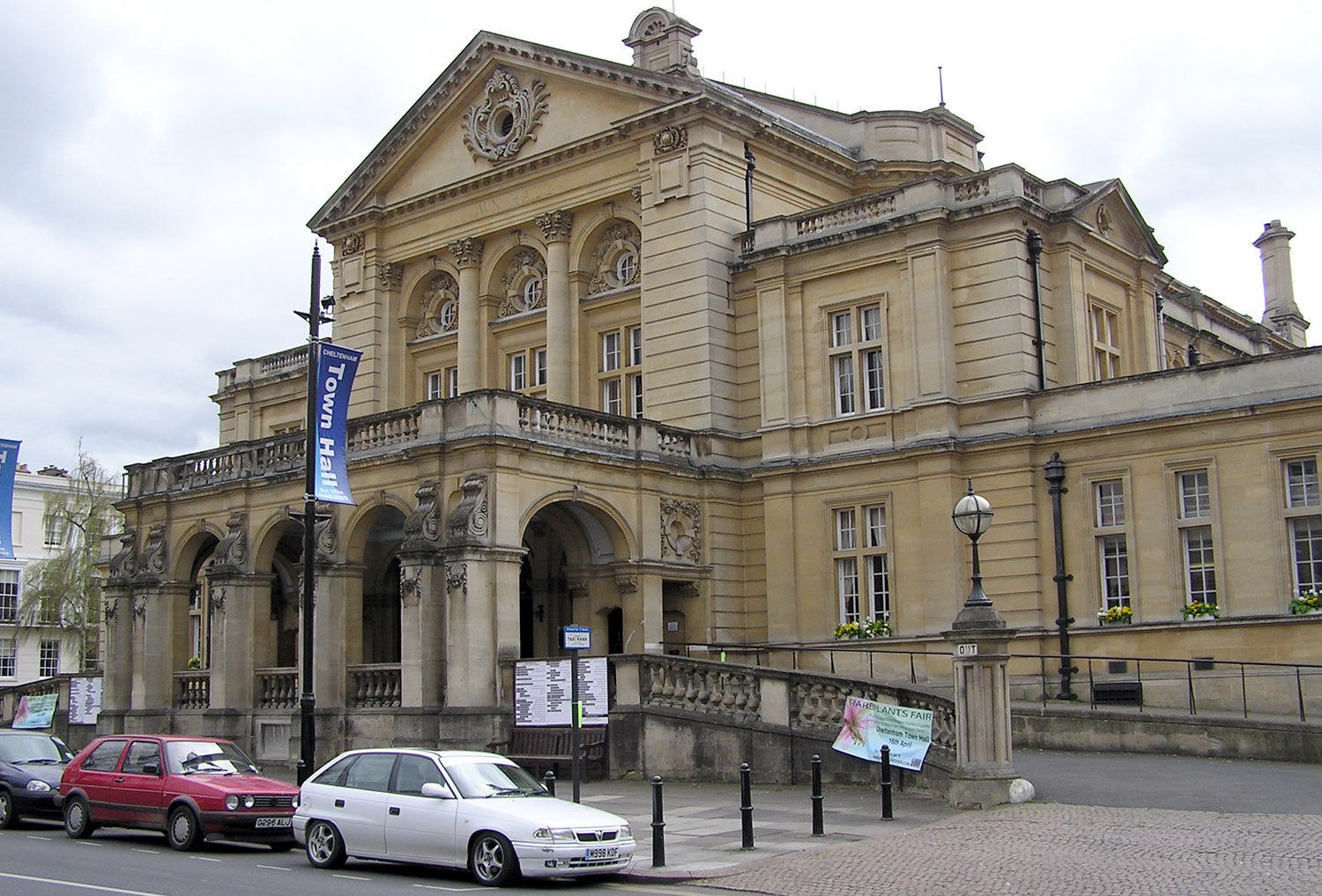
Cheltenhamská radnice

- Cheltenham, Pensylvánie, Spojené státy americké
- Soči, Rusko
- Wej-chaj, Čína